# Takuro Nishimura
Takuro Nishimura (født 15. august 1977) er en tidligere japansk fodboldspiller.
Han har spillet for flere forskellige klubber i sin karriere, herunder Omiya Ardija.